# Margareta Lövgren
Margareta Lövgren (folkbokförd Eva Margaretha Löfgren), även känd under flicknamnet Margareta Larsson, född 4 december 1952 i Möllevångens församling i dåvarande Malmöhus län  är en svensk före detta friidrottare (sprinter) som tävlade för klubben Heleneholms IF. Hon utsågs till Stor grabb/tjej nummer 285.
Hon är sedan 1972 gift med friidrottaren Sven-Åke Lövgren (född 1939) och mor till sprintern Patrik Lövgren.

## Personliga rekord
- 100 meter - 11,68 (Stockholm 2 juli 1973)
- 200 meter - 24,07 (Warszava 4 augusti 1973)